# Pink + Green
Pink + Green es un álbum de Venetian Snares, lanzado el 29 de marzo de 2007. Este trabajo consta de 5 temas, y fue lanzado en CD y en vinilo de 12 pulgadas.

## Lista de temas
1. Pink + Green
2. Nutimik
3. Husikam Rave Dojo
4. Pink + Green VIP
5. Sporto Fucking Sellout Cocksuckerface